# Gran Premio di Messina 1960
Il Gran Premio di Messina 1960 è stata la seconda edizione del Gran Premio di Messina, gara automobilistica di Formula Junior. Si è disputato il 31 luglio 1960 sul circuito del Lago di Ganzirri a Messina, su 18 giri per un totale di 108,36km. La gara faceva parte del Campionato Italiano Formula Junior.

## Classifica finale
| #  | Pilota           | Nazione       | Auto                | Tempo/Giri |
| -- | ---------------- | ------------- | ------------------- | ---------- |
| 1  | Colin Davis      | Regno Unito   | OSCA - FIAT         | 44' 20"    |
| 2  | Denis Hulme      | Nuova Zelanda | Cooper - BMC        | 18         |
| 3  | Lorenzo Bandini  | Italia        | Stanguellini - FIAT | 18         |
| 4  | Joseph Siffert   | Svizzera      | Stanguellini - FIAT | 18         |
| 5  | Berardo Taraschi | Italia        | Taraschi-FIAT       | 18         |
| 6  | Jacques Cales    | Francia       | Stanguellini - FIAT | 18         |
| 7  | Roberto Lippi    | Italia        | Stanguellini - FIAT | 17         |
| 8  | Giacomo Russo    | Italia        | Stanguellini - FIAT | 17         |
| 9  | Giuseppe Faranda | Italia        | de Sanctis - FIAT   | 17         |
| 10 | Rolf Markl       | Austria       | Poggi - FIAT        | 17         |

Il giro più veloce è stato realizzato da Colin Davis in 2' 26".